# Malina (województwo łódzkie)
Malina – wieś w Polsce położona w województwie łódzkim, w powiecie kutnowskim, w gminie Kutno.
W latach 1975–1998 miejscowość administracyjnie należała do województwa płockiego.
Wieś założona we wczesnym średniowieczu przy lokalnej drodze z Kutna do Oporowa, prawdopodobnie stanowiła wówczas własność Kucieńskich, właścicieli Kutna.
Będąc w Malinie warto zobaczyć miejscowy pałac zbudowany na przełomie XVIII i XIX w. prawdopodobnie przez Marcina Czajkowskiego, ostatniego stolnika gąbińskiego a przebudowany w ostatniej ćwierci XIX w. w stylu manieryzmu francuskiego z elementami klasycystycznymi. Pałac położony jest na terenie rozległego parku krajobrazowego z połowy XIX w.
Podczas II wojny światowej w pałacu mieścił się szpital dla żołnierzy niemieckich a po 1945 r. aż do połowy lat 80. XX w. – Państwowy Dom Dziecka. Dziś pałac w Malinie jest własnością prywatną.

## Zabytki
Według rejestru zabytków Narodowego Instytutu Dziedzictwa na listę zabytków wpisane są obiekty:
- zespół pałacowy z drugiej poł. XIX w., nr rej.: 435 z 6.02.1978:
  - Pałac w Malinie (województwo łódzkie)
  - park